# Biologia dello sviluppo

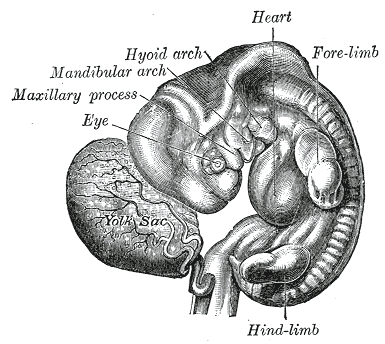
Rappresentazione di un embrione animale. Sono indicati:
Sacco vitellino (yolk sac), che fornisce il nutrimento necessario nelle prime fasi dello sviluppo. Occhi (Eye). Processo maxillare (Maxillary process), che darà origine al seno mascellare ed alla pre-maxilla. Arco mandibolare (Mandibular arch), che darà origine, tramite la sinfisi mandibolare, alla mandibola, al pavimento dello stomodeo e al palato secondario. Arco ioide (Hyoid arch), che darà origine, tramite fusione con l'arco mandibolare, alle mascelle. Cuore (Heart). Abbozzo dell'arto anteriore (Fore-limb). Abbozzo dell'arto posteriore (Hind-limb).

La biologia dello sviluppo è la disciplina della biologia che studia i meccanismi molecolari e fisiologici che controllano le varie fasi embrionali e la formazione di cellule, organi e tessuti differenziati a dare un lento processo costituito da cambiamenti progressivi, chiamato sviluppo.

## Descrizione
Con il termine sviluppo si intendono:
- Sia l'arco temporale che, dalla fecondazione, porta alla formazione di un organismo vivente adulto in grado a sua volta di riprodursi. Tale settore corrisponde all'embriologia;
- Sia i cambiamenti che intercorrono nella crescita e organizzazione dell'organismo. Per esempio, nell'essere umano ogni giorno circa un grammo di cellule della cute vengono sostituite e ogni minuto il midollo osseo produce milioni di nuovi globuli rossi. In molti organismi, infatti, lo sviluppo prosegue per tutta la durata della loro esistenza.

Il termine inteso come branca specifica venne coniato da Paul Weiss e Norman Berrill in uno scambio di lettere in cui si chiedevano come denominare la scienza che contenesse sia l'embriologia sia l'attività dei geni, la rigenerazione, i movimenti cellulari, ecc.
La biologia dello sviluppo usa metodi di biologia cellulare (citologia), genetica, biologia molecolare, biochimica e microscopia, e studia soprattutto alcuni organismi chiamati organismi modello. Un'idea fondante la biologia dello sviluppo è infatti che i processi di sviluppo siano governati da principi generali comuni, anche se questi possono non essere tutti rappresentati in un solo organismo. Perciò i biologi dello sviluppo utilizzano quegli organismi che meglio illustrano principi comuni: si tratta di un numero relativamente piccolo di animali o di piante, scelti perché convenienti da studiare e adatti alla manipolazione sperimentale e/o all'analisi genetica. Gli organismi modello sono facili da riprodurre, manipolare e osservare durante lo sviluppo. Per esempio C. Elegans (nematode), il riccio di mare, il moscerino della frutta, il pesce zebra, il rospo africano e il topo; per le piante, Arabidopsis thaliana.

### Meccanismi generali dello sviluppo

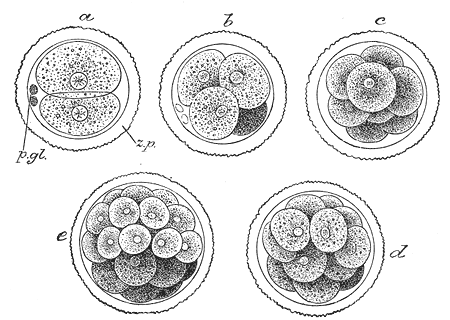
Divisioni cellulari successive che portano alla formazione della morula

- La divisione cellulare , ovvero il meccanismo in grado di permettere che, a partire da una singola cellula (la cellula uovo), per divisioni mitotiche successive se ne formino miliardi; ogni cellula, dividendosi, genera due cellule figlie. La successione risulta essere: 2, 4, 8, 16, 32, 64, 128, ecc.[6][7]
- La regionalizzazione , ovvero il meccanismo per cui le varie parti dell'embrione sono in grado di dare origine a regioni del corpo diverse, le quali risultano distinte e interconnesse, come per esempio: testa, gambe, braccia, cuore, ecc.
- La differenziazione, ovvero il meccanismo per cui le cellule di una determinata regione dell'embrione, pur derivando da un'unica cellula progenitrice (cellula uovo), possano specializzarsi in modo tale da acquisire forme e funzioni differenti, come per esempio: le cellule della gamba possono essere muscolari, ossee, nervose, ecc.[8]
- La riproduzione, ovvero la formazione di nuovi individui[9].
- La sessualità, ovvero la ricombinazione dei geni secondo un nuovo arrangiamento di geni provenienti da due diversi individui della stessa specie, volta a creare il corredo genetico per un nuovo organismo[10].
- La determinazione del sesso , ovvero quell'insieme di meccanismi ambientali, genetici e fisiologici che portano un organismo a essere di genere maschile o femminile. Sebbene i sessi siano distinti, in taluni casi possono presentarsi entrambi nello stesso organismo (ermafroditismo)[11][12].
- Lo sviluppo regolativo, ovvero la proprietà delle cellule di mutare a seconda della propria localizzazione all'interno dell'individuo, dando origine a differenziazione.

### Eventi dello sviluppo
Gli eventi che caratterizzano lo sviluppo sono:
- Gametogenesi: per gametogenesi si intende quel processo che ha luogo nelle gonadi e porta alla formazione dei gameti, ossia delle cellule sessuali mature, capaci quindi di fecondare o di essere fecondate.
- Fecondazione: la fecondazione avviene solo nella riproduzione sessuata anfigonica, ossia con la fusione di gameti. Il risultato della fecondazione è una nuova cellula, diversa dai gameti e unica nella sua specie, chiamata zigote.
- Segmentazione: in biologia, con il termine segmentazione si intende un intenso processo in cui l'ovulo fecondato subisce una serie di divisioni mitotiche che portano alla divisione in cellule chiamate blastomeri[13].
- Gastrulazione: la gastrulazione è un tipico processo embrionale che consiste in movimenti morfogenetici e di differenziamento utili alla sistemazione dei foglietti embrionali primari (ectoderma, endoderma) e di quello secondario (mesoderma)[14].
- Morfogenesi: in biologia la morfogenesi è lo sviluppo della forma e della struttura di un organismo, sia da un punto di vista evolutivo, sia dal punto di vista dello sviluppo ontogenetico del singolo organismo a partire dalla cellula fecondata (sviluppo embrionale ).
- Organogenesi : l'organogenesi è il meccanismo di costruzione e crescita delle varie parti dell'embrione che rispetta parametri quantitativi e qualitativi tali da far riconoscere un individuo come appartenente a una determinata specie.

### Funzioni dello sviluppo
Generalmente vengono attribuite allo sviluppo due funzioni:
- Generare la diversità, intesa sia come diversità genetica e biodiversità sia come differenziazione, ovvero la produzione e l'organizzazione di tutti i tipi di cellule del corpo di un organismo a partire da una singola cellula, l'uovo fecondato. I processi tramite i quali le cellule si organizzano a formare tessuti è chiamato morfogenesi (formazione di nuova forma), e accrescimento (aumento dimensioni).
- Assicurare la riproduzione, intesa come la continua generazione di nuovi individui della stessa specie, assicurando la continuità della vita da una generazione alla successiva.

## Tipologie di sviluppo
A seconda del grado di sviluppo dell'organismo che fuoriesce dall'uovo o dal corpo della madre, si distinguono due tipi di sviluppo:

### Sviluppo diretto
Si verifica quando, a partire dallo zigote, si forma un embrione. L'embrione svilupperà progressivamente i caratteri anatomici e funzionali tipici della specie di appartenenza. Dall'uovo o dal corpo della madre emergerà un organismo simile all'adulto in miniatura.
Tale sviluppo è caratterizzato dalla crescita dell'organismo, ovvero dall'aumento di massa e di dimensioni di tessuti e organi.
Tale crescita può essere di due tipi:
Di tipo armonico, quando tutte le porzioni dell'organismo aumentano di volume mantenendo inalterate le proprie proporzioni;
Di tipo disarmonico, quando alcune porzioni dell'organismo aumentano di volume più di altre (generalmente la testa diventa meno grande o meno lunga delle gambe, mentre il torace si espande maggiormente rispetto alle altre parti), es: sviluppo post embrionale dell'essere umano.
Lo sviluppo diretto interessa la maggior parte delle specie di vertebrati: rettili, uccelli, mammiferi, e anche alcune specie di invertebrati: molluschi e aracnidi.

### Sviluppo indiretto
Si verifica quando dall'uovo fuoriesce un organismo molto diverso dall'adulto e impossibilitato a raggiungere la maturità sessuale.
Tale organismo, per divenire simile all'adulto e per poter raggiungere la maturità sessuale, deve attraversare un processo di trasformazione chiamato metamorfosi.
Tale sviluppo è caratterizzato dalla metamorfosi dell'organismo, ovvero dal cambiamento radicale nell'anatomia dell'organismo, accompagnata spesso dalla comparsa di nuovi organi, da un cambiamento nel tipo di alimentazione e dall'occupazione di una diversa nicchia ecologica.
Lo sviluppo indiretto interessa la maggioranza delle specie di invertebrati (insetti, crostacei, echinodermi) e anche alcune specie di vertebrati (anfibî, pesci).

## Modalità di sviluppo
Le cellule uovo possiedono un preciso programma di accrescimento e organizzazione, e ciò è reso possibile dall'immagazzinamento di molte molecole utili nelle primissime fasi di sviluppo, denominate generalmente determinanti o fattori.
La maggioranza degli organismi si trova fra due estremi di sviluppo:

### Sviluppo a mosaico
Detto anche sviluppo autonomo, in questo caso la differenziazione e la specializzazione cellulare dipendono dalla presenza, nel citosol delle cellule, di molecole denominate determinanti citoplasmatici, i quali vengono accumulati nell'uovo durante l'ovogenesi (meccanismo che permette la formazione della cellula uovo).
La determinazione cellulare viene stabilita precocemente e dipende dai determinanti citoplasmatici depositati nell'uovo secondo un preciso ordine spaziale.
I determinanti citoplasmatici, noti anche nella denominazione alternativa di fattori citoplasmatici (es: proteine, RNA), sono disposti in ordine ben preciso. Durante la divisione cellulare questi materiali sono distribuiti in maniera asimmetrica, in parte a una cellula e in parte a un'altra.
Un modello a mosaico di determinanti conduce all'assegnazione precoce dei compiti e conferisce alle cellule la capacità di procedere indipendentemente le une dalle altre, lungo le proprie strade.
Il fenotipo cellulare (che definisce se una cellula diverrà, ad esempio, muscolare od ossea) viene determinato senza rapporto con le cellule vicine, ma a seconda dei determinanti che ogni cellula erediterà dalla cellula uovo (specificazione autonoma).

### Sviluppo regolativo
Detto anche sviluppo dipendente, in questo caso la differenziazione e la specializzazione cellulare dipendono dalle interazioni con le altre cellule.
In questa modalità di sviluppo, esse sono in grado di rilevare l'assenza di un'altra cellula e rimpiazzarla.
Le cellule comunicano mediante segnali, e queste interazioni rendono lo sviluppo dei varî tipi cellulari dipendente dalle cellule vicine, permettendo anche correzioni regolative nel caso di interferenze potenzialmente dannose.

## L'induzione nello sviluppo
Durante il differenziamento cellulare le cellule si diversificano per funzioni e struttura, diventando tipi cellulari distinti, assumendo responsabilità e compiti diversi e intraprendendo vie di sviluppo specifiche.
Visto che in ogni cellula del corpo sono presenti gli stessi geni, la differenziazione cellulare si basa sull'espressione differenziale di questi ultimi. Affinché ciò si possa verificare, taluni geni devono essere spenti, altri accesi, altri ancora modulati, e quando ciò accade la cellula si dice determinata.
La determinazione è una fase precoce dello sviluppo che precede il differenziamento e consiste in un cambiamento stabile nello stato interno di una cellula, tale che il suo destino risulti fissato o determinato. È la programmazione, l'assegnazione dei compiti.
La determinazione non si associa a un cambiamento evidente nell'aspetto esterno della cellula e si verifica mediante induzione.
L'induzione è quel meccanismo che, tramite l'interazione cellulare, permette alle cellule di differenziarsi e di specializzarsi mediante la comunicazione e lo scambio di segnali con le altre cellule. Questi segnali sono definiti induttori e sono generalmente di tipo chimico o elettrico.
Le cellule che non subiscono questa programmazione si dicono indifferenziate e possono liberamente specializzarsi in qualsiasi fenotipo cellulare. Tali cellule vengono definite staminali o cellule totipotenti.
La scoperta dell'induzione portò Hans Spemann a vincere il premio Nobel nel 1935.

### Interazioni induttive
Interazione istruttiva
Si verifica quando una cellula, definita inducente, invia un segnale il quale dà origine a una nuova espressione genica nella cellula ricevente, detta responsiva. La cellula responsiva non può specializzarsi in tale maniera senza il segnale proveniente dalla cellula inducente.
Interazione permissiva
Le cellule responsive hanno tutte le potenzialità per esprimersi e non dipendono strettamente da cellule inducenti, ma necessitano di un ambiente che permetta l'espressione dei loro caratteri. Ad esempio, la fibronectina o laminina (cellule epiteliali) per poter essere espressa nei tessuti in sviluppo necessita di un substrato solido.

### Tipologie di induzione
Interazioni induttive primarie
Sono principalmente a carico delle cellule, sono fondamentali per generare le condizioni idonee per una successione a cascata di ulteriori eventi di induzione e non sono in grado di costruire l'intero embrione.
Interazioni induttive secondarie
Sono principalmente a carico dei tessuti, avvengono grazie a interazioni tissutali a breve distanza, cioè quando un tessuto viene a contatto con un altro, e permettono di dirigere in modo specifico il destino di sviluppo di un tessuto.
Possono verificarsi solo se il tessuto responsivo è stato già reso competente (tramite induzioni primarie) a fornire un'adeguata risposta.
Per "competenza" s'intende la capacità di rispondere in modo specifico a un determinato stimolo, ovvero a uno specifico segnale induttivo.
La competenza può essere raggiunta mediante:
- La sintesi (promossa da un'induzione primaria) di un recettore per la molecola inducente secondaria.
- La sintesi di una molecola che consente al recettore, sintetizzato grazie a un'induzione primaria, di funzionare.
- La repressione di un inibitore preesistente, con conseguente attivazione di vie metaboliche o produzione di nuove strutture.

### Modalità di induzione
A breve distanza
Si basa sulla diffusione di induttori da una cellula a un'altra: le due cellule non sono in contatto fisico, si ha la formazione di un gradiente maggiormente concentrato vicino alla cellula induttiva e gli induttori viaggiano negli spazi o cavità presenti fra le cellule (Da Grobstein, 1956).
Per contatto
Si basa sul contatto della matrice di una cellula con un'altra: le cellule sono in contatto fisico e la diffusione avviene attraverso le due membrane cellulari (Da Grobstein, 1956).
Per contatto specifico
Si basa su punti di contatto fra cellule induttive e responsive: le cellule sono in comunicazione solo in alcuni punti, generalmente le membrane delle cellule induttive-responsive formano delle estroflessioni (le quali entreranno in contatto l'una con l'altra), le membrane cellulari restano separate e gli inducenti passano da una cellula a un'altra attraverso questi punti di contatto (Da Grobstein, 1956).

## Organismi modello della biologia dello sviluppo
Arabidopsis thaliana (arabidopsis, piante)
- Organismo modello per gli studî genomici e genetici.
- Facile osservazione dello sviluppo post-embrionale (germogli)
- Le piccole dimensioni della pianta la rendono facile da manipolare.
- Breve ciclo vitale, possibilità di ottenere molte generazioni successive in breve tempo.
- Possibilità di ottenere organismi transgenici.

Zea mays (mais, piante)
- Organismo modello per gli studî genomici e genetici.
- Facile osservazione di tutte le fasi dello sviluppo.
- Facile reperibilità.
- L'importanza nell'alimentazione umana rende disponibili maggiori fondi di ricerca.

Caenorhabditis elegans (verme, nematodi)
- Ritenuto l'organismo modello per eccellenza assieme a Xenopus laevis negli studî dello sviluppo, in considerazione del fatto che unisce le proprietà di molti organismi modello.
- Presenta un numero ben definito (e costante) di cellule, conosciute e mappate.
- La trasparenza del corpo permette la facile osservazione di tutte le cellule dell'organismo al microscopio ottico.
- Genoma completamente mappato e gratuitamente accessibile nei database di ricerca.
- Breve ciclo vitale, possibilità di ottenere molte generazioni successive in breve tempo.
- Facilità di osservazione, in quanto i gameti embrionali sono trasparenti.
- Facilità di allevamento.
- Si riproduce in laboratorio.
- Utilizzo di tecniche transgeniche.
- Facile osservazione di tutte le fasi dello sviluppo, in quanto il corpo è trasparente.

Paracentrotus lividus (riccio di mare, echinodermi)
- Modello d'elezione per lo studio della fecondazione (utilizzato negli studî a partire dal 1890).
- Modello d'elezione per lo studio dei primi stadî di sviluppo embrionale.
- Facilità di osservazione in quanto i gameti embrionali sono trasparenti.
- Importante per la capacità regolativa dell'embrione.
- Importante nello studio delle interazioni cellulari.

Drosophila melanogaster (moscerino della frutta, insetti)
- Modello fondamentale negli studî di biologia dello sviluppo a livello genico e molecolare. Lewis nel 1978 scoprì il complesso dei geni omeotici studiando proprio questo modello.
- Rapidità del ciclo vitale, possibilità di ottenere molte generazioni successive in breve tempo.
- Facilità di allevamento.
- Thomas Hunt Morgan nel 1933, Eric Wieschaus, Edward B. Lewis e Christiane Nuesslein Volhardt nel 1995 hanno vinto il premio Nobel per la fisiologia grazie ai loro studî effettuati su Drosophila.

Xenopus laevis (rospo africano, anfibî)
- Fino ad alcuni anni fa era ritenuto l'organismo modello per eccellenza assieme a Caenorhabditis elegans negli studî dello sviluppo in considerazione del fatto che unisce le proprietà di molti organismi modello e permette di estendere le conoscenze scientifiche dello sviluppo al settore dei vertebrati.
- Hans Spemann ricevette nel 1935 il premio Nobel per la fisiologia grazie agli studi sugli anfibi effettuati insieme a Hilde Mangold. Dopo avere concluso la sua tesi nel 1923, Hilde morì un anno dopo in seguito a un tragico incidente.
- Modello per studî sullo sviluppo embrionale dei vertebrati.
- Modello per gli studî su trapianti, informazione posizionale e induzione embrionale.
- Facile da allevare.
- Si riproduce in laboratorio.
- Facile induzione della produzione di gameti mediante iniezione di ormoni.
- Uova diametro di 1–2 mm, adatte e resistenti per microchirurgia.
- L'embrione si sviluppa fuori dal corpo materno, quindi risulta accessibile sperimentalmente in tutti gli stadî dello sviluppo.

### Danio rerio(pesce zebra)
- Modello fondamentale per lo studio genetico-molecolare e in vivo dello sviluppo nei vertebrati, compreso l'uomo.
- Facile allevamento e riproduzione: una femmina può deporre centinaia di uova ogni mattina.
- Raggiunge l'età riproduttiva in meno di due mesi rendendo possibile lo studio della correlazione fenotipo-genotipo.
- Possibilità di ottenere mutanti dello sviluppo e di osservarli al di fuori della madre (fecondazione esterna).
- Possibilità di editarne il genoma con precisione tramite il metodo CRISPR/Cas.
- L'embrione e alcuni ceppi sono completamente trasparenti rendendo possibile la tracciatura in vivo delle sue cellule.

Gallus gallus domesticus (pollo domestico, uccelli)
- Facile reperibilità.
- Grosse dimensioni delle uova.
- Facile manipolazione chirurgica dall'embrione, in quanto è possibile coltivare l'embrione al di fuori dell'uovo.

Mus musculus (topo, mammiferi)
- Miglior modello sperimentale disponibile per lo studio dello sviluppo dei mammiferi, uomo compreso.
- Difficile osservazione in quanto lo sviluppo avviene all'interno del corpo materno.
- Adatto per analisi di genetica classica.
- Possibilità di ottenere mutanti nello sviluppo.
- Utilizzo di tecniche transgeniche.

## Sviluppo ed evoluzione
Nella quasi totalità dei sistemi di sviluppo degli organismi viventi è stata dimostrata un'origine comune e una conservazione dei moduli genetici responsabili dei sistemi di sviluppo.
Queste dimostrazioni supportano l'origine comune dei phyla descritta dalla biologia evolutiva.
J.V. Thompson, prima di Darwin, aveva già dimostrato che le larve dei cirripedi erano quasi identiche alle larve dei granchi, e classificava quindi i cirripedi come artropodi e non come molluschi.
Kowalevsky, nel 1871, riuscì a dimostrare che le larve dei tunicati posseggono notocorde e che sviluppano il tubo neurale e altri organi in modo molto simile a quello del cordato primitivo anfiosso. I tunicati furono quindi classificati assieme ai cordati.
Metchnikoff, nel 1891, propose che l'evoluzione non dipendesse da modifiche negli organismi adulti, ma da modifiche negli embrioni:
(Metchnikoff – 1891)
E.B. Wilson, osservando la segmentazione a spirale nello sviluppo embrionale di anellidi, molluschi e platelminti, scoprì che ciascun organo di ognuno di essi deriva dallo stesso gruppo di cellule: per Wilson ciò era una chiara dimostrazione dell'origine comune dei phyla.
In tempi recenti l'attenzione scientifica si è spostata sui geni e sui moduli genici di cui essi fanno parte:
Ad esempio, i moduli genici OTX dei mammiferi (uomo compreso) risultano essere i medesimi utilizzati anche nella formazione della testa degli insetti (Drosophila melanogaster). Se tali geni vengono soppressi in Drosophila melanogaster, il moscerino non svilupperà più la testa, ma se i moduli genici OTX umani vengono sostituiti a quelli del moscerino, esso svilupperà in maniera corretta la testa.
Pertanto, nonostante le chiare differenze anatomiche e fisiologiche fra la drosophila e l'uomo, gli stessi moduli genici sono responsabili della formazione di testa e cervello.
Questi moduli vengono pertanto definiti omologhi o conservati, ovvero non emergono differenze significative nel confronto delle sequenze nucleotidiche e delle funzioni di tali moduli, sebbene essi siano presenti in organismi molto differenti.
Oltre che nello sviluppo di testa e cervello, tali evidenze sono state riscontrate anche nello studio dello sviluppo dell'apparato visivo.
Per esempio, i moduli genici di pax6 nei mammiferi risultano omologhi dei moduli genici di eyeless/toy di drosophila. Nonostante le profonde differenze nella morfologia, nell'anatomia, nella struttura e nella biochimica, che differenziano la visione degli insetti rispetto a quella dei mammiferi, è stato dimostrato che i geni che promuovono lo sviluppo dell'apparato visivo, sia in insetti sia in mammiferi, risultano essere i medesimi.
Tutto ciò concorda con l'origine comune dei viventi promossa dalla biologia evolutiva.
(E.B. Wilson)
Tali scoperte hanno infine promosso la nascita di una nuova disciplina in campo scientifico, definita biologia evolutiva dello sviluppo.

## Storia
Visto il campo e l'oggetto di studio occupato dalla biologia dello sviluppo, storicamente essa è stata oggetto di ampie dispute e numerosi dibattiti:

### Preformisti e teoria cellulare
Durante il periodo storico che va dal 1600 al 1800, a seguito delle opinioni del medico italiano Giuseppe degli Aromatari (1586-1660), prese forma una corrente di pensiero definita preformismo.
I preformisti ritenevano che il feto, chiamato homunculus, fosse già presente all'interno dell'ovulo femminile o dello spermatozoo maschile e che il periodo di sviluppo altro non fosse che il progressivo ingrandimento di questo homunculus.
Albrecht von Haller (1708-1777) e Charles Bonnet (1720-1793) sostenevano che il feto fosse già presente all'interno dell'ovulo femminile, e furono tra i più famosi sostenitori del movimento chiamato ovismo (feto nell'ovulo).
François de Plantade (1670-1741) arrivò invece a sostenere di aver visto chiaramente al microscopio un homunculus dibattersi all'interno di uno spermatozoo. François de Plantade fu uno dei più famosi sostenitori del movimento chiamato animalculisti (feto nello sperma).
Tale questione continuò a imperversare, sfociando spesso nella polemica, fino all'elaborazione della teoria cellulare, sulla base della quale fu dimostrato che il nuovo organismo non è contenuto all'interno dell'ovulo o dello spermatozoo, bensì viene generato dalla fusione dei due.
Solo nel 1876 Oscar Hertwing e Herman Fol dimostrarono empiricamente, e in maniera indipendente l'uno dall'altro, la derivazione dello zigote dalla penetrazione dello spermatozoo nella cellula uovo e dalla fusione dei loro nuclei.

### Morgan, Wilson, Boveri e il controllo dell'ereditarietà
Fra il 1800 e il 1900 era ormai appurato che gli organismi si sviluppassero a partire da un uovo fecondato, frutto della fusione fra sperma maschile e ovulo femminile, tuttavia non era chiaro cosa controllasse l'ereditarietà e i processi di sviluppo.
Secondo Morgan (1897) la capacità di un organismo di differenziarsi e accrescersi, dando origine a un adulto, sarebbe a carico del citoplasma dell'ovulo femminile, pertanto i fattori che consentono a un organismo di accrescersi fino alla forma adulta, sarebbero da ricercarsi nel citoplasma della cellula uovo.
Secondo Wilson (1894-1904) gli elementi in grado di costruire la forma, consentendo lo sviluppo embrionale, andavano invece ricercati nei geni del nucleo cellulare.
La disputa fu risolta da Thedor Boveri, il quale, tramite esperimenti sul riccio di mare, riuscì per primo a dimostrare che ogni cromosoma possiede la proprietà di controllare differenti processi vitali.
Ciò portò alla formulazione dell'attuale teoria cromosomica dell'ereditarietà, ovvero l'evidenza che l'ereditarietà sia a carico dei cromosomi e il controllo dello sviluppo sia di tipo genetico.

### Storia recente
Dal 1900 a oggi le nuove tecniche di clonazione, unite a quelle di ibridazione, le quali consentono di ottenere rispettivamente cloni e organismi geneticamente modificati, in aggiunta alla questione morale dovuta alla manipolazione degli embrioni, fanno sì che i dibattiti e le polemiche in seno alla biologia dello sviluppo continuino a essere vive, specialmente sui giornali, distanziandosi dall'aspetto scientifico e sconfinando in questioni morali o religiose.

#### Genecentrismo ed Evo-Devo
Le evidenze sperimentali fino al 1980 hanno rivestito l'unità del gene come unica depositaria dell'informazione contenuta in ogni organismo, e quindi come unica unità morfofunzionale (unità che genera le caratteristiche anatomiche e le funzioni di ogni organismo), regolatrice e operante dei processi di sviluppo, evoluzione, processi patologici, fisiologici, ecc.
Tale visione del gene fu definita "genecentrica".
Intorno al 1990, evidenze scientifiche hanno generato una nuova disciplina biologica, definita biologia evolutiva dello sviluppo: l'unità genica non viene più vista come l'unità principale sulla quale operano i processi di sviluppo e di evoluzione, e maggior peso viene dato alle reti e alle interazioni del genoma (ovvero l'assetto completo di tutto il DNA contenuto in una cellula).
La nascita di tale disciplina si deve soprattutto alle influenze che la biologia evolutiva ha operato nel settore scientifico e alla progressiva fusione fra le competenze e le conoscenze della biologia dello sviluppo e della biologia evolutiva.

### Principali autori e contributi
- Aristotele 384-322 a.C.
Effettuò i primi studi sistematici sullo sviluppo, scrisse i primi testi di zoologia e trattati sulla riproduzione e lo sviluppo studiando le uova di pollo.
Propose l'idea dell'epigenesi: gli embrioni non sono preformati nell'uovo ma la forma e la struttura emergono gradualmente con il procedere dello sviluppo.
- Volcher Coiter 1514-1576
Riconosciuto padre dell'embriologia per i suoi studî dettagliati sullo sviluppo dell'embrione di pollo, sostenne che l'uovo si origina dall'ovaio e che l'embrione si sviluppa dall'uovo.
- William Harvey 1578-1657
Dimostrò che tutti gli animali, anche vivipari (uomo compreso) vengono prodotti da uova.
Formulò il principio: Ex ovo omnia (tutto proviene dall'uovo).
- Giuseppe degli Aromatari 1586-1660
A seguito delle sue opinioni, prese forma una corrente di pensiero definita preformismo.
I preformisti ritenevano che il feto, chiamato homunculus, fosse già presente all'interno dell'ovulo femminile o dello spermatozoo maschile e che il periodo di sviluppo altro non fosse che il progressivo ingrandimento di questo homunculus.
- Marcello Malpighi 1628-1694, Albrecht von Haller 1708-1777 e Charles Bonnet 1720-1793
Sostennero che il feto fosse già presente all'interno dell'ovulo femminile e furono tra i più famosi sostenitori del movimento chiamato ovismo (feto nell'ovulo).
- Robert Hooke 1635-1703
Osservando al microscopio fette di sughero scoprì l'esistenza delle cellule.
- Antony van Leeuwenhoek 1632-1723
Scoprì nello sperma gli spermatozoi, chiamati originariamente animalculi, all'interno dei quali immaginò di vedere omuncoli.
- François de Plantade 1670-1741
Sostenne di aver visto chiaramente al microscopio un homunculus dibattersi all'interno di uno spermatozoo. François de Plantade fu uno dei più famosi sostenitori del movimento chiamato animalculisti (feto nello sperma).
- Lazzaro Spallanzani 1729-1799
Effettuò il primo esperimento di fecondazione artificiale e dimostrò l'importanza sia dell'uovo sia dello spermatozoo per formare un nuovo organismo.
- Jean Luis Prevost e Jean Baptiste Dumas
Nel 1824 osservarono per la prima volta la divisione cellulare di un ovulo fecondato e dimostrarono che gli spermatozoi non sono parassiti, ma veri agenti di fecondazione.
- Matthias Jacob Schleiden e Theodor Schwann
A cavallo del biennio 1838-1839 formularono la teoria cellulare: tutti gli organismi viventi sono formati da cellule, le cellule sono le unità base e originano per divisione da altre cellule, gli organismi multicellulari sono comunità di cellule.
Cade l'idea preformista; l'uovo e lo spermatozoo, per quanto specializzati, sono ciascuno una singola cellula.
- August Weismann 1834-1914
Mediante esperimenti su embrioni di riccio di mare tracciò una distinzione fondamentale tra le cellule germinali e le cellule somatiche (del corpo). Dimostrò inoltre che la prole eredita le proprie caratteristiche dalle cellule germinali.
- Rudolf Virchow
Nel 1858 formulò il principio: Omnis cellula e cellula, secondo cui ogni cellula si origina a partire da una cellula preesistente.
- Oscar Hertwing e Herman Fol
Nel 1876 dimostrarono empiricamente, e in maniera indipendente l'uno dall'altro, la derivazione dello zigote dalla penetrazione dello spermatozoo nella cellula uovo e dalla fusione dei loro nuclei.
Fornirono la dimostrazione definitiva che i cromosomi dell'uovo fecondato derivano in egual numero dai due nuclei parentali e che la costanza del numero cromosomico è mantenuta nelle cellule somatiche di generazione in generazione, mediante una divisione riduzionale (meiosi) delle cellule della linea germinale.
- Thomas Hunt Morgan 1866-1945
Nel 1897 sostenne che la capacità di un organismo di differenziarsi e accrescersi, dando così origine a un adulto, sarebbe a carico del citoplasma dell'ovulo femminile, e pertanto i fattori che consentono a un organismo di accrescersi fino alla forma adulta sarebbero da ricercarsi nel citoplasma della cellula uovo.
Morgan fu il primo biologo vincitore del premio Nobel nel 1933, assegnatogli per i suoi studî sul ruolo svolto dai cromosomi nell'ereditarietà.
- Edmund Beecher Wilson 1856-1939
Sostenne che gli elementi in grado di costruire la forma, consentendo lo sviluppo embrionale, andavano invece ricercati nei geni del nucleo cellulare.
- Thedor Boveri 1862-1915
Tramite esperimenti sul riccio di mare, riuscì per primo a dimostrare che ogni cromosoma possiede la proprietà di controllare differenti processi vitali.
- Hans Driesch 1876-1941
Studiando gli embrioni di riccio di mare, anticipò l'idea di informazione posizionale, secondo la quale il destino di una cellula è determinato in funzione della sua posizione nell'organismo intero, per cui ogni processo di sviluppo ha la sua specifica collocazione anatomica all'intero dell'organismo.
Dimostrò che gli embrioni precoci sono capaci di regolazione, possono cioè svilupparsi normalmente anche se alcune delle loro cellule vengono rimosse o uccise.
- Thedor Boveri e Walter Sutton
Nel 1900 motivarono la teoria cromosomica dell'ereditarietà, ovvero l'evidenza che l'ereditarietà sia a carico dei cromosomi e il controllo dello sviluppo sia di tipo genetico.
- Hans Spemann 1869-1941 e Hilde Mangold 1898-1924
Nel 1924 scoprirono l'induzione mediante esperimenti di trapianto in embrione di anfibî.
Hans Spemann vinse il premio Nobel nel 1935:
  - per l'importanza delle interazioni induttive cellula-cellula fra le parti di un embrione.
  - per la scoperta dell'organizzatore, piccola regione dell'embrione principalmente responsabile del controllo dell'organizzazione del corpo di un embrione completo.